# Bernd Spitzer
Bernd Spitzer (* 18. Februar 1943 in Graz) ist ein österreichischer Schauspieler bei Bühne und Fernsehen.

## Leben und Wirken
Spitzer erhielt seine künstlerische Ausbildung an der Akademie für Musik und darstellende Kunst in seiner Heimatstadt Graz. Sein erstes Engagement trat der Österreicher 1967 an Veit Relins Wiener Ateliertheater an. Es folgten Verpflichtungen, die Bernd Spitzer nach Berlin, Zürich, Krefeld, Mannheim und Laxenburg bei Wien führten. Bereits 1966 stand Spitzer mit einer kleinen Rolle in dem österreichischen Fernsehfilm Prinz und Betteljunge, der Adaption der gleichnamigen literarischen Vorlage Mark Twains, erstmals vor der Kamera. Es schlossen sich in den folgenden knapp vier Jahrzehnten auch Mitwirkungen in mehreren deutschen Produktionen an, ehe Spitzer zu Beginn des neuen Jahrtausends keine neuen Fernsehangebote mehr erhielt.

## Filmografie
- 1966: Prinz und Betteljunge
- 1969: Dynamit
- 1969: Die Moritat vom Räuberhauptmann Johann Georg Grasel
- 1971: Die Abenteuer des braven Soldaten Schwejk
- 1972: Der Tod des Ministers
- 1972: Wildwechsel
- 1977: Der Bauer und der Millionär
- 1978: Alzire oder Der neue Kontinent
- 1978–80: Die Alpensaga (mehrere Folgen)
- 1983: Die fünfte Jahreszeit (TV-Mehrteiler)
- 1983: Tatort: Mord in der U-Bahn
- 1984: Waldheimat (TV-Serie, eine Folge)
- 1986: Tatort: Die Spieler
- 1986: Erdsegen
- 1988: Einstweilen wird es Mittag oder Die Arbeitslosen von Marienthal
- 1990: Mirakel
- 1992: Kaisermühlen Blues (TV-Serie, mehrere Folgen)
- 1993: Ärzte (TV-Serie, zwei Folgen)
- 1995: Operation Plutonium
- 1996: Die totale Therapie
- 1998: Medicopter 117 – Jedes Leben zählt (TV-Serie, eine Folge)
- 2003: Schwabenkinder
- 2005: Die Country Kids aus der Steiermark